# Gustave Moreau

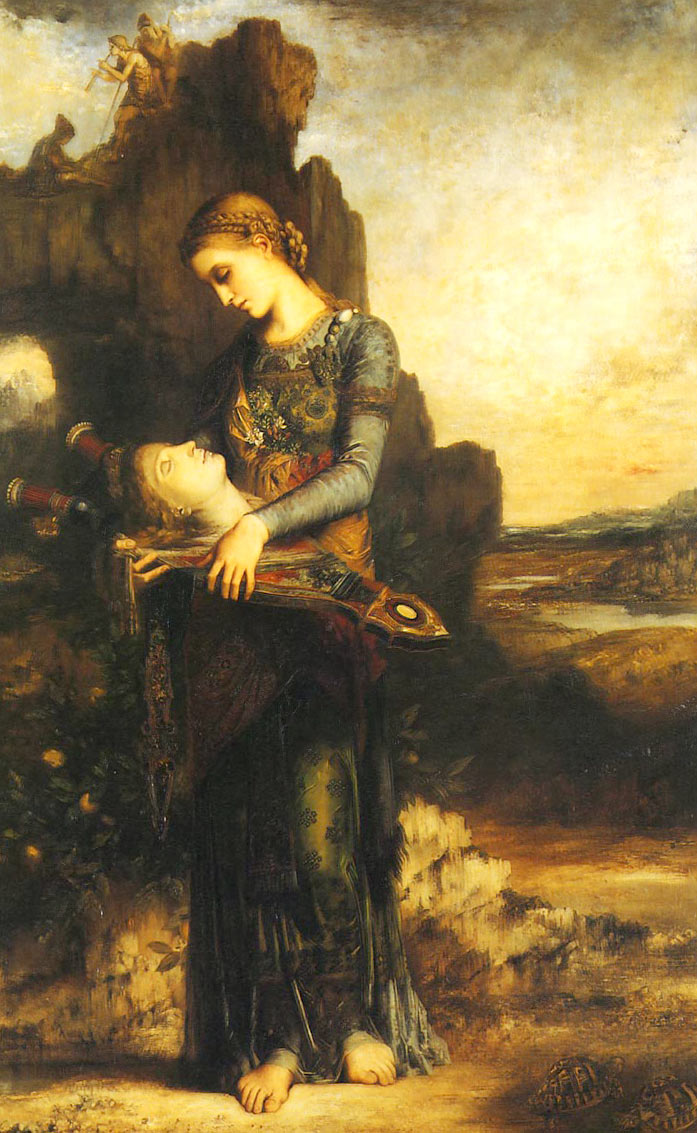
Orfeusz, 1865, Musée d’Orsay, Paryż

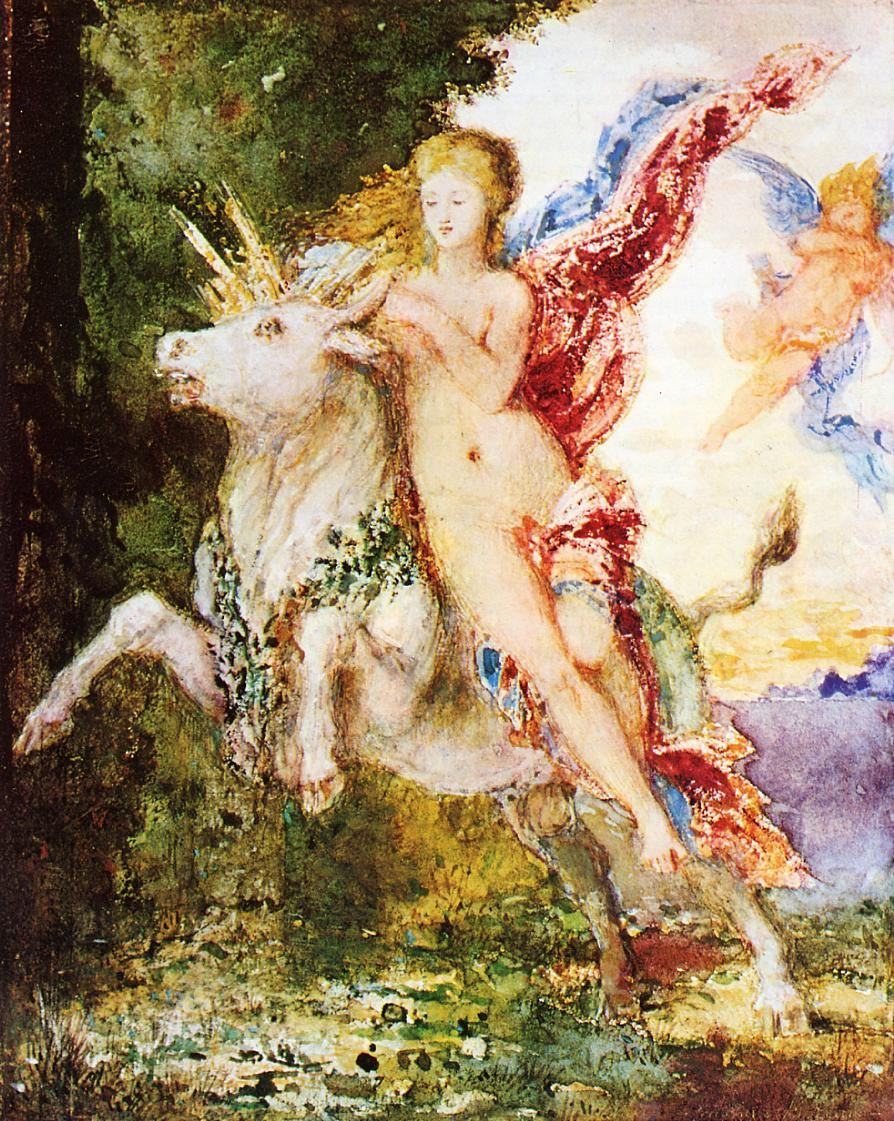
Europa i Byk, 1869

Gustave Moreau (ur. 6 kwietnia 1826 w Paryżu, zm. 18 kwietnia 1898 tamże) – francuski malarz i grafik, jeden z czołowych twórców symbolizmu.

## Życiorys
Uczył się w Paryżu i we Włoszech. Jego nauczyciel, malarz Théodore Chassériau, miał duży wpływ na jego twórczość. Obrazy Moreau są tajemnicze, mistyczne, pełne niepokoju i zmysłowości. Podejmują tematy literackie, religijne i mitologiczne. Brał udział w dorocznych paryskich salonach sztuki. W 1883 został odznaczony Krzyżem Legii Honorowej. W 1892 został profesorem na École des Beaux-Arts. Jego twórczość malarska stanowiła inspirację m.in. dla nabistów. Pod koniec życia rozbudował swój dom i przekształcił w galerię sztuki – obecnie Musée national Gustave Moreau.

## Niektóre obrazy
- Edyp i Sfinks, 1864, Metropolitan Museum of Art w Nowym Jorku
- Orfeusz, 1865, Musée d’Orsay w Paryżu
- Diomedes pożerany przez własne konie, 1865, Musée des Beaux-Arts w Rouen
- Europa i Byk, 1869
- Widzenie, 1874–1876, Musée national Gustave Moreau w Paryżu
- Taniec Salome, 1876, The Armand Hammer Collection
- Faeton, 1878, Luwr
- Święty Jerzy i smok, 1889-1890
- Kwiat mistyczny, 1890, Musée national Gustave Moreau
- Hezjod i Muza, 1891, Musée d’Orsay w Paryżu
- Dalila
- Zjawa
- Zalotnicy
- Prometeusz, 1868
- Anioł wędrujący
- Jednorożce, 1887, Muzeum Cluny w Paryżu, Musée national Gustave Moreau
- Podróżujący poeta, 1890